# Argyrogramma quaestionis
Argyrogramma quaestionis là một loài bướm đêm trong họ Noctuidae.